# The King of Fighters XIII
The King of Fighters XIII è il tredicesimo episodio della serie di videogiochi The King of Fighters, pubblicato dalla casa editrice giapponese SNK Playmore. L'anteprima del gioco è stata presentata al pubblico il 25 marzo 2010 ad Akihabara.. Il gioco conclude la storia di Ash Crimson, protagonista della serie a partire da The King of Fighters 2003. Il principale designer del videogioco, Yamamoto, ha dichiarato che voleva che il gioco potesse essere giocato dai fan della serie sulla base della propria esperienza con i titoli precedenti. Inoltre non voleva che il gioco fosse troppo simile ai suoi predecessori, nonostante la precisa volontà di replicare il fascino dei precedenti titoli. Il 25 novembre 2011 è uscito negli Stati Uniti, il 2 dicembre in Europa e in Giappone nelle le versioni per PlayStation 3 e Xbox 360.

## Trama
Questo tredicesimo capitolo inizia dopo la fine di The King of Fighters XI, e conclude la cosiddetta "Saga di Ash" iniziata nel 2003. Ash Crimson, precedentemente il leader dell'Hero Team, fa la sua comparsa da singolo (come Iori Yagami in KoF '97 e Kyo nel KoF '99) mentre Elisabeth diviene il nuovo leader dell'Hero Team, insieme a Duo Long e Shen Woo, pronta a fermare Ash che intanto sembra essersi "dimenticato" della sua missione (che in seguito si scoprirà essere fermare "Coloro che venivano dal passato", una setta che ha l'intenzione di risvegliare il potere di Orochi ed utilizzarlo per i piani del loro leader).
Come sempre, Kyo Kusanagi ha le compagnie di Benimaru Nikaido e Goro Daimon, mentre un Iori Yagami depredato della sua fiamma viola (per mano di Ash nel gioco precedente come ha già fatto con Chizuru Kagura) recupera, ancora una volta, le compagnie di Mature e Vice (vestite da segretarie come apparivano in KoF '94 e KoF '95), disposte anche loro a fermare i piani di Ash Crimson. Shingo Yabuki, autoproclamatosi da tempo allievo di Kyo, rimane dietro le quinte a restare in compagnia di Chizuru, costretta su una sedia a rotelle; stessa sorte per Blue Mary, Ryan e l'Agent Team (Vanessa Venom, Seth e Ramon Diablo) che collaborano con la figura di Heidern, pronti anche loro a fermare i piani di Ash e di "Coloro che provengono dal passato". Chang Koehan e Choi Bonge vengono estromessi dal Korea Team, in quanto al loro posto si presenteranno il thailandese Hwa Jey e l'australiano Raiden/Big Bear, visti entrambi nel primissimo Fatal Fury come guardie del potente Geese Howard ed assenti nei successivi giochi.
Fuori anche Adelheid Bernstein (figlio di Rugal Barnstein) sia come giocatore che come boss, ma comunque presente in questo capitolo in quanto cercherà di capire perché sua sorella Rose ha voluto essere lo sponsor del torneo (in realtà è Botan, un'altra dei componenti di "Coloro che vengono dal passato" e quindi serva di Saiki, a giostrarla come una marionetta). Ritorna anche la figura di Takuma Sakazaki, assente nel capitolo XI perché ferito, molto probabilmente, da Eiji Kisaragi, nemico storico dei Sakazaki, assente in questo capitolo. Boss finali sono Saiki, ovvero antenato di Ash, e Ash medesimo in versione dark, più potente della versione standard.
La squadra vincitrice raggiunge le finali, quando all'improvviso appare Saiki, il leader di "Coloro che provengono dal passato", in compagnia di Mukai, già boss di KOF 2003. Mukai intende farsi avanti, ma Saiki lo uccide trafiggendolo e assorbendogli del tutto l'energia vitale; mette poi in atto il suo piano, nel quale intende usare l'energia spesa dalla squadra vincitrice per attraversare lo spazio-tempo, al che spetta al giocatore affrontare Saiki, che intanto diventa una versione potenziata di sé stesso. Ma mentre la battaglia tra la squadra vincitrice e Saiki infuria, Botan nota che la porta che li collega al passato sta cominciando a chiudersi; capendo che il suo piano è fallito, Saiki cerca di attraversare la porta e tornare nel passato, ma subito Ash lo attacca (in apparenza) mortalmente e ruba il suo potere. Viene infatti fuori che, sebbene fosse stato incaricato da Saiki di rubare i Tre Tesori Sacri per la porta che collega Saiki e i suoi seguaci tra il presente e il passato, Ash intendeva piuttosto utilizzare i tre artefatti per distruggerli. L'anima di Saiki prende però d'un tratto il sopravvento nel corpo di Ash e tenta così di attraversare la porta temporale, costringendo la squadra vincitrice ad inseguirlo fin lì. Nella battaglia finale che segue, Saiki viene sconfitto, ma persiste nell'attraversare la porta e quindi ritornare al passato, dove potrà preparare un nuovo piano. Ash però lo ferma e permette alla porta di chiudersi, tenendo Saiki intrappolato nel passato; Ash distrugge quindi la sua esistenza a costo della propria, con somma disperazione della sua amica d'infanzia Elisabeth, che era venuto a salvarlo. Quando il tempo riprende a scorrere, Ash è ormai svanito dal mondo dei vivi.
Nell'epilogo della Modalità Storia, nella fenditura temporale, Shroom e Rimelo (membri di "Coloro che provengono dal passato", già apparsi nella sequenza d'apertura della versione console dove avevano attaccato Kyo), trovano una lancia che appartiene a Shion (già apparso in KoF XI); lo stesso Shion appare di fronte a loro, rivelando di essere di nuovo vivo.

## Modalità di gioco
Il gioco rimuove alcune caratteristiche del gameplay del gioco precedente: il Guard Attack, il Critical Counter, il Clash System, e anche la telecamera dinamica, tutti sostituiti da tre nuove caratteristiche. In primis vi è la nuova EX Mode, che trasforma le super mosse dei personaggi in versioni più potenti, oltre che a utilizzare una barra dalla barra di potenza del giocatore per le EX Special Moves (Mosse Speciali EX) e due per le EX Super Special Moves (Mosse Super Speciali EX). La seconda nuova caratteristica è la Modalità Hyper Drive, che dona al giocatore un uso illimitato di Drive Cancels per un breve periodo di tempo nel caso la barra Hyper Drive è al massimo. Ultimo ma non meno importante è il Drive Cancel che apre nuove possibilità di combo. Il gioco segna anche il ritorno della barra di potenza a più livelli introdotta in The King of Fighters '97. Oltre alle mosse standard ed EX Desperation, è stata introdotta una nuova classe di Desperation Move chiamata Neo Max, che richiede tre barre di potenza per eseguirne una, in modo simile alle Hidden Super Desperation Moves da The King of Fighters 2002 e alle Leader Super Special Moves da The King of Fighters 2003. Possono anche essere "cancellate" dalle Desperation Moves standard, in modo simile ai Dream Cancels da The King of Fighters XI.
La versione console si basa sull'aggiornamento 1.1 della versione arcade di The King of Fighters XIII, con molti problemi risolti dalla versione originale. È anche presente una modalità Storia influenzata dalle azioni del giocatore con la disponibilità di varie prospettive. La modalità è presente in formato visual novel oltre alle battaglie, cosa considerata difficile da includere nella versione arcade dallo staff della SNK Playmore. Altre modalità presenti includono Arcade, Practica e Sfida. Il gameplay online si basa su quello incluso nelle ultime versioni di The King of Fighters XII, con virtualmente tutti i problemi iniziali risolti.

## Personaggi e squadre
Japan Team
- Kyo Kusanagi
- Benimaru Nikaido
- Goro Daimon

Art of Fighting Team
- Ryo Sakazaki
- Robert Garcia
- Takuma Sakazaki

Hero Team
- Elisabeth Blanctorche
- Duo Lon
- Shen Woo

Fatal Fury Team
- Terry Bogard
- Andy Bogard
- Joe Higashi

K' Team
- K'
- Maxima
- Kula Diamond

Kim Team (ex Korea Team)
- Kim Kaphwan
- Hwa Jai
- Raiden

Ikari Team
- Ralf Jones
- Clark Still
- Leona Heidern

Woman Fighters Team
- King
- Mai Shiranui
- Yuri Sakazaki

Yagami Team
- Iori Yagami
- Mature
- Vice

Psycho Soldiers Team
- Athena Asamiya
- Sie Kensou
- Chin Gentsai

Singolo
- Ash Crimson

Boss:
- Saiki (versione red e potenziata)
- Ash Crimson (versione dark e potenziata)

In aggiunta ai personaggi normalmente presenti, le versioni casalinghe prevedono l'aggiunta di:
- Saiki (versione depotenziata standard)
- Billy Kane
- EX Iori Yagami
- EX Kyo Kusanagi
- Mr. Karate

Nonché per quanto riguarda i costumi:
- Raiden: versione Big Bear di Fatal Fury
- K': costume per metà rosso e per metà blue
- Yuri Sakazaki: costume presente fino a KoF '99
- Kyo Kusanagi: costume presente fino a KoF '98
- Takuma Sakazaki: costume da Mr. Karate
- Andy Bogard: costume ninja
- Elisabeth Blanctorche: costume di KoF XI
- Joe Higashi: costume con pantaloncino tigrato

EX Iori Yagami presenta le fiamme viola ed è sostanzialmente quello apparso fino al 2001. Lo stesso dicasi per EX Kyo Kusanagi, che presenta l'uniforme della saga NEST.

## Accoglienza
| Testata                        | Versione   | Giudizio |
| ------------------------------ | ---------- | -------- |
| Metacritic (media al 5-3-2019) | iOS        | 82/100   |
| Metacritic (media al 5-3-2019) | PS3        | 77/100   |
| Metacritic (media al 5-3-2019) | X360       | 79/100   |
| Metacritic (media al 5-3-2019) | iOS (2012) | 88/100   |
| Metacritic (media al 5-3-2019) | PC         | 77/100   |
| 1UP.com                        | -          | B        |
| GamePro                        | -          | 4.5/5    |
| GameSpot                       | -          | 8.5/10.0 |
| IGN                            | -          | 7.0/10.0 |
| TouchArcade                    | iOS        | 5/5      |
| TouchArcade                    | iOS (2012) | 5/5      |

Dopo la sua uscita, The King of Fighters XIII ha ricevuto un'accoglienza positiva, con voti medi di 77 e 79 su 100 su Metacritic. GameSpot lo ha premiato come "Picchiaduro dell'Anno" e come "Sequel Meglio Aggiornato". Ha anche ricevuto una nomination agli Spike Video Game Awards del 2011, ai Golden Joystick Awards del 2011 e agli Academy of Interactive Arts & Sciences Awards del D.I.C.E. Summit del 2012 come picchiaduro dell'anno, tutti però vinti da Mortal Kombat.
Il gameplay è stato l'elemento del gioco meglio lodato, con critici da GameSpot e 1UP.com che lo hanno messo a confronto con giochi come Street Fighter IV e trovando il risultato soddisfacente nonostante le possibili difficoltà ai neofiti del franchise. La presentazione visuale è stata complimentata al punto che GamePro ha riferito che il gioco "ha uno stile visuale molto distinto, e incredibilmente vistoso." Pare che la SNK Playmore abbia ascoltato le richieste dei fan, allargando il roster dei personaggi, oltre che al ritorno dei preferiti dai fan. D'altra parte, il gioco è stato criticato per la modalità storia, ritenuta quasi inaccessibile ai neofiti della serie, oltre che all'uso di illustrazioni affiancate da grossi paragrafi che raccontano la trama. Commenti simili sono stati sollevati alle modalità online, mancanti di opzioni che permettono ai giocatori di fare da spettatori alle partite online.
La versione PlayStation 3 ha venduto 21,525 copie in Giappone nella sua prima settimana di uscita. Al suo debutto nella Evolution Championship Series nel 2012 (primo della serie a entrarvi), ha terminato al secondo posto tra i giochi più visti della serie con oltre 90'000 visualizzazioni consecutive, grazie ad un torneo altamente competitivo. Nel 2012, Complex lo ha messo al terzo posto tra i migliori giochi mai creati dalla SNK fighting, chiamandolo "uno dei migliori picchiaduro della generazione." Tale rivista lo ha anche messo all'ottavo posto tra i migliori picchiaduro 2D di sempre nel 2013, dichiarando: "Grazie agli EVO di quest'anno e dell'anno scorso, prevediamo che XIII ci rimarrà per gli anni a venire." La GamesRadar lo ha messo all'ottavo posto tra i migliori picchiaduro della generazione.
In Italia, la rivista Play Generation ha dato alla versione per PlayStation 3 un punteggio di 88/100, apprezzando le molte modalità di gioco, la buona scelta dei lottatori e il sistema di combattimento bilanciato, e come contro, la scelta del cast ancora discutibile e il netcode insoddisfacente, finendo per trovarlo un titolo dotato di molte modalità, lottatori e mosse che sa essere divertente da giocare e si rivela un acquisto sicuro per gli amanti del genere.. La stessa testata lo classificò in seguito come il primo migliore titolo picchiaduro del 2011

### Riconoscimenti
Nel 2011, GameSpot ha premiato il gioco con i riconoscimenti Best Fighting Game of 2011 e Most Improved Sequel of 2011.